# Франц Фанон
Франц Фанон (фр. Frantz Omar Fanon) (20 червня 1925, Фор-де-Франс, Мартиніка — 6 грудня 1961, Бетесда, США) — мартиніканський психіатр, філософ та революціонер. Впливовий теоретик постколоніалізму, деколонізації та психопатології колонізації. Його роботи надихали національно-визвольні рухи в Африці та Латинській Америці.

## Життєпис
Фанон народився на острові Мартиніка в Карибському морі. Його батько був нащадком африканських рабів, а деякі з пращурів матері походили зі Страсбурга в Європі. Навчався в найпрестижнішому ліцеї Шольхер, де одним з його вчителів був Еме Сезер.
Під час Другої світової війни Фанон став свідком знущання французьких моряків над його співвітчизниками за расистським принципом. Він втік до британської Домініки, де вступив до лав «Вільної Франції» і взяв участь у бойових діях проти нацистів у Європі. Після завершення війни Фанон навчався медицині та психології в Ліонському університеті. 1953 року  переїхав до Алжиру, де очолював психіатричній відділ в госпіталі міста Бліда. Роком раніше вийшла його перша книга «Чорна шкіра — білі маски» (Peau noire, masques blancs) — гостра критика расизму та всебічний аналіз його наслідків для чорношкірих.
Невдовзі після прибуття до Алжиру Фанон приєднався до національного руху, а пізніше вступив до Фронту Національного Визволення (ФНВ) Алжиру. 1956 року через пильну увагу до нього з боку поліції Фанон був змушений тікати до Тунісу, де працював у редакції головного друкованого органу ФНВ — газети «Муджахід». Він неодноразово виконував доручення посла Алжирської революції закордоном, виступав з промовами та лекціями перед африканською та європейською аудиторіями. 
1960 року був призначений послом тимчасового уряду Алжирської республіки в Ґану, де у нього виявили лейкемію. Лікування — спочатку в СРСР, а потім в США — не дало бажаного ефекту (він звернувся до лікарів запізно), і Фанон помер у 1961 році через кілька тижнів після виходу його третьої — і найвідомішої — книжки «Гнані і голодні» (Les damnés de la terre).
За його заповітом, тіло його перевезли до Алжиру, де воно було поховано з почестями Армії Національного Визволення.

## Ідейна спадщина

### «Чорна шкіра — білі маски»
Перша Фанонова книжка  — різке викриття расизму. Крім того в ній він підводить до думки, що характер психічних розладів людині залежить від приналежности до тієї чи иншої суспільної кляси, а лікування розладів особистости пролягає через зміну суспільного ладу.

### «Гнані і голодні»
«Гнані і голодні» стала однією з перших спроб теоретичного осмислення суспільних кляс і революції в африканському контексті. За Фаноном, як відкриття європейської психології малопридатні для вивчення «чорного», так само європейські соціяльні структури не можна автоматично переносити на Африку для пояснення суспільних процесів на цьому континенті: по-перше, правляча кляса колонії розташована за її межами — у метрополії; по-друге, приналежність до правлячої кляси визначає не тільки власність на засоби виробництва, але й расова відмінність від тубільців. «Своєрідність колоніяльних умов полягає в тому, що … економічний базис у колоніях є одночасно і надбудовою. Причина є наслідком: багатий, бо білий; білий, бо багатий… „Правляча кляса” характеризується зовсім не заводами, не нерухомістю, не рахунком у банку. Правлячий вид, це — перш за все люди, що приїхали з далеких країв, відмінні від тубільців, „инші”».
Відчуження, що його переживає буржуазія та інтелігенція колонізованої країни, проявляється у ненависті до себе та самозапереченні. Вони добровільно відмовляються від власної історії, мови, культури, заміняючи їх запозиченим способом мислення — «колоніяльною ментальністю». Її носій завжди неповноцінний по відношенню до колонізатора («білої людини»). Національна буржуазія — це «братство духовних калік»: і як особистості, і як кляса вона є не продовженням сучасного капіталізму в колонії, а нагадуванням про зіткнення європейської культури з африканською.
Тільки селянство на відміну від буржуазії зберегло чесноти «шляхетного дикуна» та має імунітет від «нової, колоніяльної культури». Цей «шляхетний дикун» є рушійною силою національного визволення. Звісно, відчуження переживає і селянин, коли його позбавляють землі, що з нею він себе тісно ідентифікує. Але його відчуження, це — примусовий розрив зі своєю духовною сутністю. Його боротьба — спроба подолати цей розрив і відновити зв’язок із самим собою.
Слідом за Карлом Марксом, Фанон шукав клас, що був би найменш зацікавленим у збереженні існуючого суспільно-господарського ладу. Коли Маркс в Європі (в метрополії) знайшов його у пролетаріаті, Фанон в Африці (в колоніях) знайшов його у селянстві: «…ясно, що у колоніяльних країнах революційними є тільки селяни. Їм нічого втрачати, а здобудуть вони цілий світ». Система колоніяльного панування є тотальною: вона спирається на придушення і насильство у політиці, економіці, культурі, навіть у повсякденному житті.
При цьому страждає не тільки пригноблений — система спричиняє психічні розлади в гнобителя теж. Одначе патологічність колоніялізму гостро відчуває тільки пригноблений, і тільки пригноблений спроможний виступити проти колоніяльної системи, виступивши проти гнобителя. Необхідним є тотальний розрив з колоніялізмом, що має — в т.ч. для успішного психологічного одужання колонізованого — супроводжуватися насильством.
Збройна боротьба виступає і як метода, і як процес. Під час боротьби відбувається духовне розкріпачення народних мас, маси виходять на політичну арену, перетворюються з об’єкту політики на суб’єкт, повертаються до активного творення історії. У збройну боротьбу, якщо вона набуває широких масштабів і супроводжується політичною роботою, вбудовано механізми, що сприяють встановленню і збереженню революційно-демократичного режиму. Збройна боротьба — не самоціль, але в умовах колоній вона виступає як єдино можлива.
«Збройна боротьба мобілізує народ, себто вона спрямовує його у єдиному незворотному напрямку. Мобілізація мас під час визвольної війни викликає у свідомості кожного відчуття причетности до спільної справи, до долі нації, до історії. … Навіть якщо збройна боротьба була символічною, і навіть якщо її було згорнуто внаслідок швидкої деколонізації, вона завжди триває достатньо, щоб народ переконався, що визволення було справою всіх і кожного, і що керівники не мають тут особливих заслуг. Насильство підносить народ до рівня керівників».
Селяни становлять головну революційну силу, а їхнім надійним союзником є міський люмпен-пролетаріят — колишні безземельні селяни, тепер мешканці нетрів. Люмпени живуть з випадкового заробітку, вони — жертви відчуження землі, вони — другий важливий загін армії «гнаних і голодних». У метрополії капіталізм породжує свого могильника — пролєтаріят, у колоніях імперіалізм вирощує своїх смертельних ворогів — селян і люмпенів.
Фанон усвідомлював історичну обмеженість націоналізму як прапора антиімперіялістичної боротьби. Хоча він відкрито не висував соціялістичних гасел, він оголосив неможливим капіталістичний шлях розвитку для країн Африки. Національна буржуазія колонізованих країн є лише пародією на капіталістичну клас метрополії; африканська буржуазія, слабка та залежна, неспроможна діяти як самостійна клас та вести суспільство у майбутнє. «Серед цієї національної буржуазії не знайти ані промисловців, ані фінансистів. Національна буржуазія слаборозвинених країн не орієнтована на виробництво, винаходи, будівництво, працю. Вона займається виключно посередницькою діяльністю. Схоже, вона знайшла своє справжнє покликання — бути посередником. Для національної буржуазії характерна психологія крамаря, а не великого підприємця».
Виступаючи у ролі аґентури іноземного капіталу, ця компрадорська буржуазія наживається за рахунок народу. До неї примикає бюрократ-буржуазія — маса політиків-кар’єристів, що користуються зі свого положення у державному апараті для особистого збагачення.  Так, утворюється не вельми чисельна, але дуже жадібна каста суспільних паразитів, що стає чимдалі герметичнішою і непроникною для новачків. Тим-то Фанон виступав за недопущення геґемонії капіталу, запобігання формуванню ним політичної партії, що претендуватиме на представництво національних інтересів і керівництво національних життям.
Фанон відкидав однопартійну систему, вважаючи її найвідвертішою формою буржуазної диктатури. На противагу їй Фанон висував концепцію демократії, покликаної зберегти та розвивати політичну активність і самодіяльність мас, викликану антиімперіялістичною боротьбою.

## Вшанування пам'яти
Хоча за свого життя Фанон не був провідним членом ФНВ (він займав відповідальні, але не керівні посади) і його роля у практичній боротьбі була відносно скромною, він став однією з тих постатей, які втілили дух африканської революції. Його творчість справила великий вплив не тільки на африканських революціонерів, але й на європейських й американських «нових лівих». В Італії, в Мілані, був створений Центр Франца Фанона. Гурток вивчення його діяльности був створений в Оксфорді. Його книги видавались і продовжують видаватися у США та Західній Європі.
Ідеї Фанона завоювали величезну популярність у середовищі «нових лівих» і вплинули на національно-визвольні рухи Африки та Латинської Америки. Серед інших, Партія чорних пантер вважала себе послідовницею Фанона.

## Твори
- Чорна шкіра — білі маски (Peau noire, masques blancs, 1952)
- П'ятий рік Алжирської революції (L'an V de la révolution algérienne, 1959)
- Гнані і голодні (Les damnés de la terre, 1961)
- До африканської революції (Pour la révolution africaine, 1964)
- Твори про відчуження і свободу (Écrits sur l’aliénation et la liberté, 2015).

## Видання творів
- Франц Фанон. Гнані і голодні. — Київ: «Вперед», 2016. — 227 стор.
- Франц Фанон. Чёрная кожа, белые маски. — Москва: Музей современного искусства «Гараж», 2022. — 224 стор.(рос.)
- Frantz Fanon. Algieria zrzuca zasłonę. Iskry, Warszawa 1962. 177 s.(пол.)
- Frantz Fanon, Black Skin, White Masks, New York: Grove Press, 1967, 222 pp.(англ.)
- Frantz Fanon, Black Skin, White Masks, New York: Grove Press, 2008, 206 pp.(англ.)
- Frantz Fanon, Les damnés de la terre, Paris: Édition François Maspero, 1961, 242 pp.(фр.)
- Frantz Fanon, I dannati della terra, Einaudi, Torino 1962, 260 pp.(італ.)
- Frantz Fanon, Em defesa da revolução africana, Lisboa: Livraria sa da Costa Editora, 1980, 235 pp.(порт.)
- Frantz Fanon, Écrits sur l’aliénation et la liberté, La Découverte, Paris 2015, 688 p.(фр.)
- Frantz Fanon, Œuvres, La Découverte, Paris 2011, 884 p.(фр.)
- Frantz Fanon, Os condenados da terra, Rio de Janeiro: Civilização Brasileira, 1968, 275 pp.(порт.)
- Frantz Fanon, Peau noire, masques blancs, Paris: Éditions du Seuil, 1952, 188 pp.(фр.)
- Frantz Fanon, Pele negra, máscaras brancas, Salvador: EDUFBA, 2008, 191 pp.(порт.)
- Frantz Fanon, Por uma revolução africana: Textos políticos, Rio de Janeiro: Zahar, 2021, 277 pp.(порт.)
- Frantz Fanon, Pour la révolution africaine: écrits politiques, Paris: Édition François Maspero, 1964, 223 p.(фр.)
- Frantz Fanon, Sociologie d’une révolution (L’an V de la révolution algérienne), Paris: Édition François Maspero, 1959, 175 pp.(фр.)
- Frantz Fanon, Studies in a Dying Colonialism, New York and London: Monthly Review Press, 1965, 181 pp.(англ.)
- Frantz Fanon, Toward The African Revolution (Political Essays), New York and London: Monthly Review Press, 1967.(англ.)
- Frantz Fanon, The Wretched of the Earth, New York: Grove Press, 1963, 316 pp.(англ.)
- Frantz Fanon, The Wretched of the Earth, New York: Grove Press, 2004, 251 pp.(англ.)
- Frantz Fanon. Wyklęty lud ziemi. Państwowy Instytut Wydawniczy, Warszawa 1985. 233 s.(пол.)

### Книжки
- Александр Гордон. Проблемы национально-освободительной борьбы в творчестве Франца Фанона. — Москва: «Наука», 1977. — 240 с.(рос.)
- Роман Тиса. Визволення людини. Нариси з історії суспільної думки XX ст. — Київ: «Вперед», 2023.
- Руслан Ульяновский. Политические портреты борцов за национальную независимость. — Москва: Политиздат, 1980. — 176 с.(рос.)
- Джек Уоддис. «Новые» теории революции. Критический анализ взглядов Ф. Фанона, Р. Дебре, Г. Маркузе. — Москва: «Прогресс», 1975. — 526 с.(рос.)
- Abdelkader Benarab, Frantz Fanon, l'homme de rupture. Paris: éd. Alfabarre, 2010. 85 pp.(фр.)
- Pierre Bouvier, Fanon, Paris: éd. Universitaires, 1971, 132 pp.(фр.)
- David Caute, Frantz Fanon, New York: The Viking Press, 1970, 116 pp.(англ.)
- Patrick Ehlen, Frantz Fanon: A Spiritual Biography (Lives & Legacies), New York: Crossroad 8th Avenue, 2001. 192 pp.(англ.)
- Peter Geismar, Fanon, New York: Dial Press, 1971. 214 pp.(англ.)
- Irene L. Gendzier, Frantz Fanon: A Critical Study, New York: Pantheon Books, 1973, xvi+300 pp.(англ.)
- Peter Hudis, Frantz Fanon: Philosopher of the Barricades (Revolutionary Lives), London: Pluto Press, 2015. 176 pp.(англ.)
- André Lucrèce, Frantz Fanon et les Antilles. L’empreinte d'une pensée, Suresnes: éd. Le Teneur, 2011.(фр.)
- David Macey, Frantz Fanon: A Life, New York—London: Verso, 2012. 672 pp.(англ.)
- Jack McCulloch, Black Soul, White Artifact: Fanon’s Clinical Psychology and Social Theory, London: Cambridge University Press, 1983. 249 pp.(англ.)
- Matthieu Renault, Frantz Fanon. De l'anticolonialisme à la critique postcoloniale, Amsterdam, 2011.(фр.)
- Jack Woddis, New Theories of Revolution: A Commentary on the Views of Frantz Fanon, Régis Debray and Herbert Marcuse, New York: International Publishers, 1972. 415 pp.(англ.)

### Статті
- Евгения Гальперина. Величие и трудности деколонизации (Франц Фанон. Человек. Идеи. Влияние) // «Иностранная литература» (Москва). — 1970. — №10. — С. 194-205.(рос.)
- Роман Тиса. Фанон Франц // Історія політичної думки: навч. енцикл. словник-довідник для студентів вищих навч. закл / за наук. ред Н. М. Хоми. — Львів: Новий Світ-2000, 2014. — С. 652.
- Pal Ahluwalia and Abebe Zegeye, 'Frantz Fanon and Steve Biko: Towards Liberation', in Social Identities, Vol. 7, No. 3 (2001), pp. 455–469.(англ.)
- Robert Bernasconi, 'Identity and Agency in Frantz Fanon', in Sartre Studies International, Vol. 10, No. 2 (2004), pp. 106–109.(англ.)
- Robert Bernasconi, 'Fanon’s The Wretched of the Earth as the Fulfillment of Sartre’s Critique of Dialectical Reason', in Sartre Studies International, Vol. 16, No. 2 (2010), pp. 36–47.(англ.)
- Robert Blackey, 'Fanon and Cabral: A Contrast in Theories of Revolution for Africa', in The Journal of Modern African Studies, Vol. 12, No. 2 (June, 1974), pp. 191–209.(англ.)
- Nigel Gibson, 'Beyond Manicheanism: Dialectics in the Thought of Frantz Fanon', in Journal of Political Ideologies, No. 3(4) (1999), pp. 337–364.(англ.)
- Ralph J. Gleason, 'An Introduction to Frantz Fanon', in Ramparts, March 1966, pp. 36–37.(англ.)
- G. K. Grohs, 'Frantz Fanon and the African Revolution', in The Journal of Modern African Studies, Vol. 6, No. 4 (December, 1968), pp. 543–556.(англ.)
- Blake T. Hilton, 'Frantz Fanon and Colonialism: A Psychology of Oppression', in Journal of Scientific Psychology, December 2011, pp. 45–59.(англ.)
- Immanuel Wallerstein, 'Frantz Fanon: Reason and Violence', in Berkeley Journal of Sociology, Vol. 15 (1970), pp. 222–231.(англ.)
- Immanuel Wallerstein, 'Reading Fanon in the 21st Century', in New Left Review, No. 57 (May—June, 2009), pp. 117–125.(англ.)
- Peter Worsley, 'Frantz Fanon and the “Lumpenproletariat”', in The Socialist Register 1972, pp. 193–230.(англ.)

### Твори Фанона
- Твори Франца Фанона на сайті Е-бібліотека «Чтиво»
- Расизм і культура (1956)
- Алжирська війна й визволення людини (1958)
- Лист до Алі Шаріяті (1961)
- Про насильство (глава з книги «Гнані і голодні», 1961)
- Колоніяльна війна та психічні розлади (глава з книги «Гнані і голодні», 1961)

### Про нього
- Ростислав Загорулько. Рец. на кн.: Франц Фанон. Гнані і голодні (2018)
- Марлен Інсаров. Про історичний оптимізм і гуманізм (2017)
- Максим Казаков. Революція, насильство й нація: переклад Фанона українською (2017)
- Джейн Лендрум. Франц Фанон і культурний націоналізм в Ірландії (2003)
- Роман Тиса. Франц Фанон і визволення людини (2012)
- В'ячеслав Циба. Франц Фанон: діалектика насильства та свободи (2017)
- Samir Amin, "Frantz Fanon in Africa and Asia" (2011)(англ.)
- Nigel Gibson, "Thinking Fanon, 50 years later: Fanonian translations in and beyond 'Fanon Studies'” (2012)(англ.)
- Megan Vaughan, “I am my own foundation” (2001; рецензія на кн.: David Macey, Frantz Fanon: A Life, 2001)(англ.)